# Theodor Petter
Theodor Petter (* 29. Mai 1822 in Spittelberg; † 15. Oktober 1872 in Wien) war ein österreichischer Maler.

## Leben und Wirken
Theodor Petter studierte zwischen 1835 und 1842 an der Akademie der bildenden Künste in Wien bei Leopold Kupelwieser. Ab 1861 war er am Münzkabinett Zeichner. Er war der Sohn des Blumenmalers Franz Xaver Petter. Sein Bruder Gustav (1828–1868) war ebenfalls Maler, bekannt als Sammler von Autographen.
Theodor Petter malte Porträts, Genre- und Historienbilder und war an zahlreichen Ausstellungen beteiligt. Später konzentrierte er sich wie sein Vater auf Blumenbilder.